# Canadian Pacific Air Lines
Canadian Pacific Air Lines o CP Air fue una empresa canadiense de transporte aéreo que funcionó entre 1942 y 1984. Fue creada como una subsidiaria de Canadian Pacific Railway, a partir de la fusión de diez líneas aéreas regionales en 1942.
La aerolínea operaba vuelos de cabotaje a lo largo de Canadá y a partir de 1949 comenzó con vuelos internacionales a Europa y Asia. En 1968 la compañía cambió su nombre de Canadian Pacific Air Lines a CP Air.
En 1985 tenía 7500 empleados y 31 aviones. Un año después compró Air Atlantic.
En 1987 CP Air fue adquirida por Pacific Western Airlines y renombrada Canadian Airlines International; esta última fue fusionada en el año 2000 con Air Canada.

## Flota histórica
| Aeronaves                        | Total | Introducido | Retirado |
| -------------------------------- | ----- | ----------- | -------- |
| Beechcraft Modelo 18             | 4     | 1942        | 1959     |
| Boeing 247                       | 4     | 1942        | 1945     |
| Boeing 707                       | 1     | 1967        | 1968     |
| Boeing 727-100                   | 4     | 1970        | 1977     |
| Boeing 727-200                   | 2     | 1975        | 1982     |
| Boeing 737-200                   | 51    | 1968        | 1987     |
| Boeing 737-300                   | 5     | 1985        | 1987     |
| Boeing 747-200                   | 4     | 1973        | 1986     |
| Bombardier Challenger 600        | 1     | 1987        | 1999     |
| Bristol 170 Freighter            | 1     | 1947        | 1947     |
| Bristol Britannia                | 8     | 1958        | 1966     |
| Canadair North Star              | 4     | 1949        | 1952     |
| Consolidated PBY Catalina        | 1     | 1945        | 1969     |
| Convair CV-240                   | 1     | 1953        | ??       |
| Curtiss C-46 Commando            | 5     | 1955        | 1963     |
| De Havilland DH.60 Moth          | 1     | 1942        | ??       |
| De Havilland DH.89 Dragon Rapide | 2     | 1935        | 1939     |
| De Havilland Comet               | 1     | 1953        | 1953     |
| De Havilland Canadá DHC-3 Otter  | 2     | 1955        | 1959     |
| Douglas DC-3/C-47                | 12    | 1946        | 1960     |
| Douglas DC-4                     | 4     | 1951        | 1956     |
| Douglas DC-6                     | 19    | 1953        | 1969     |
| Douglas DC-8                     | 14    | 1961        | 1983     |
| Fairchild Hiller FH-227          | 2     | 1987        | 1987     |
| Hawker Siddeley HS 748           | 3     | 1986        | 1987     |
| Junkers Ju 52                    | 1     | 1937        | 1947     |
| Lockheed L-188 Electra           | 2     | 1987        | 1987     |
| Lockheed Modelo 10 Electra       | 2     | 1942        | 1945     |
| Lockheed Modelo 18 Lodestar      | 5     | 1942        | 1960     |
| McDonnell Douglas DC-10          | 16    | 1979        | 1987     |

## Imágenes

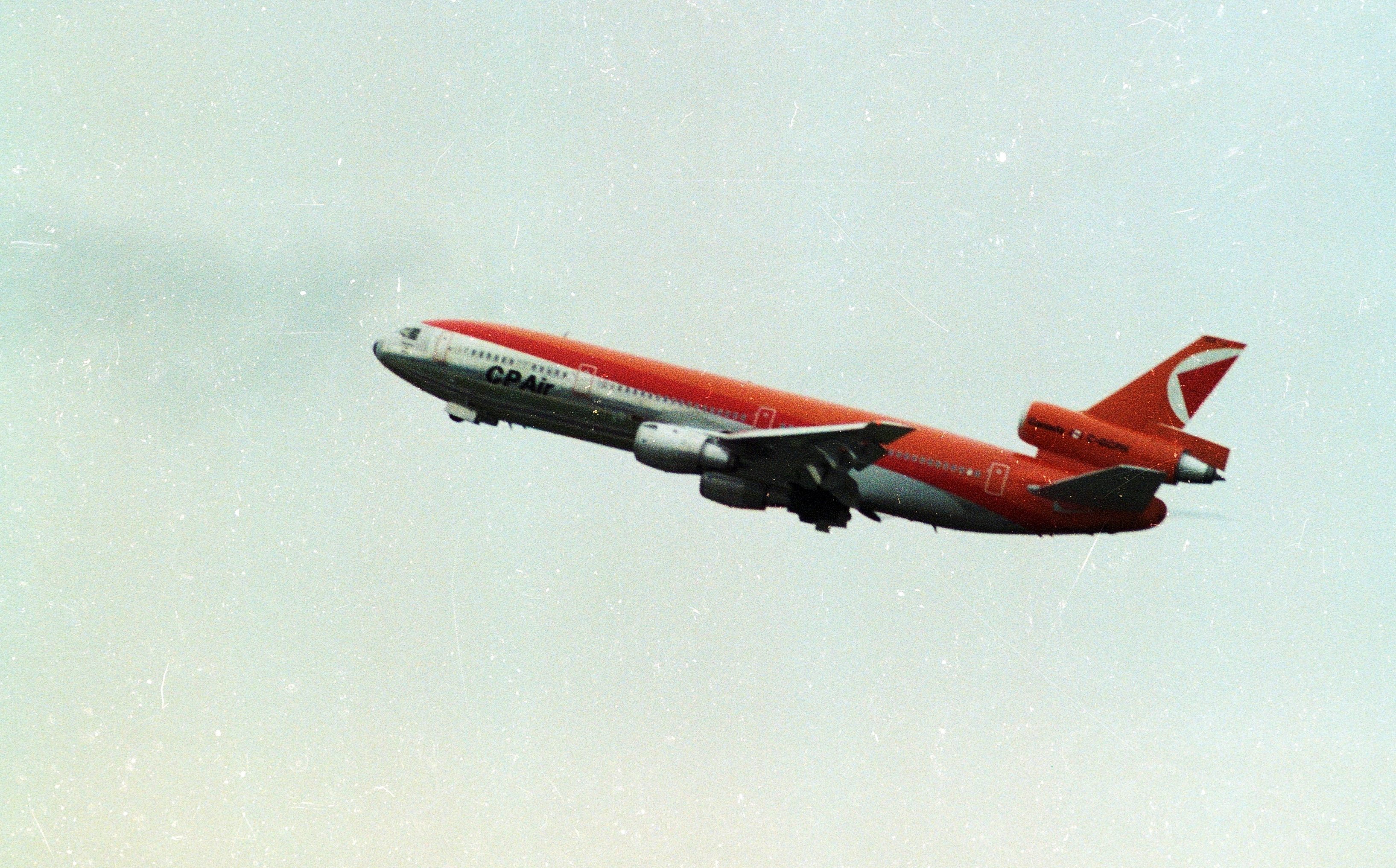
McDonnell Douglas DC-10 en Manchester (1982).
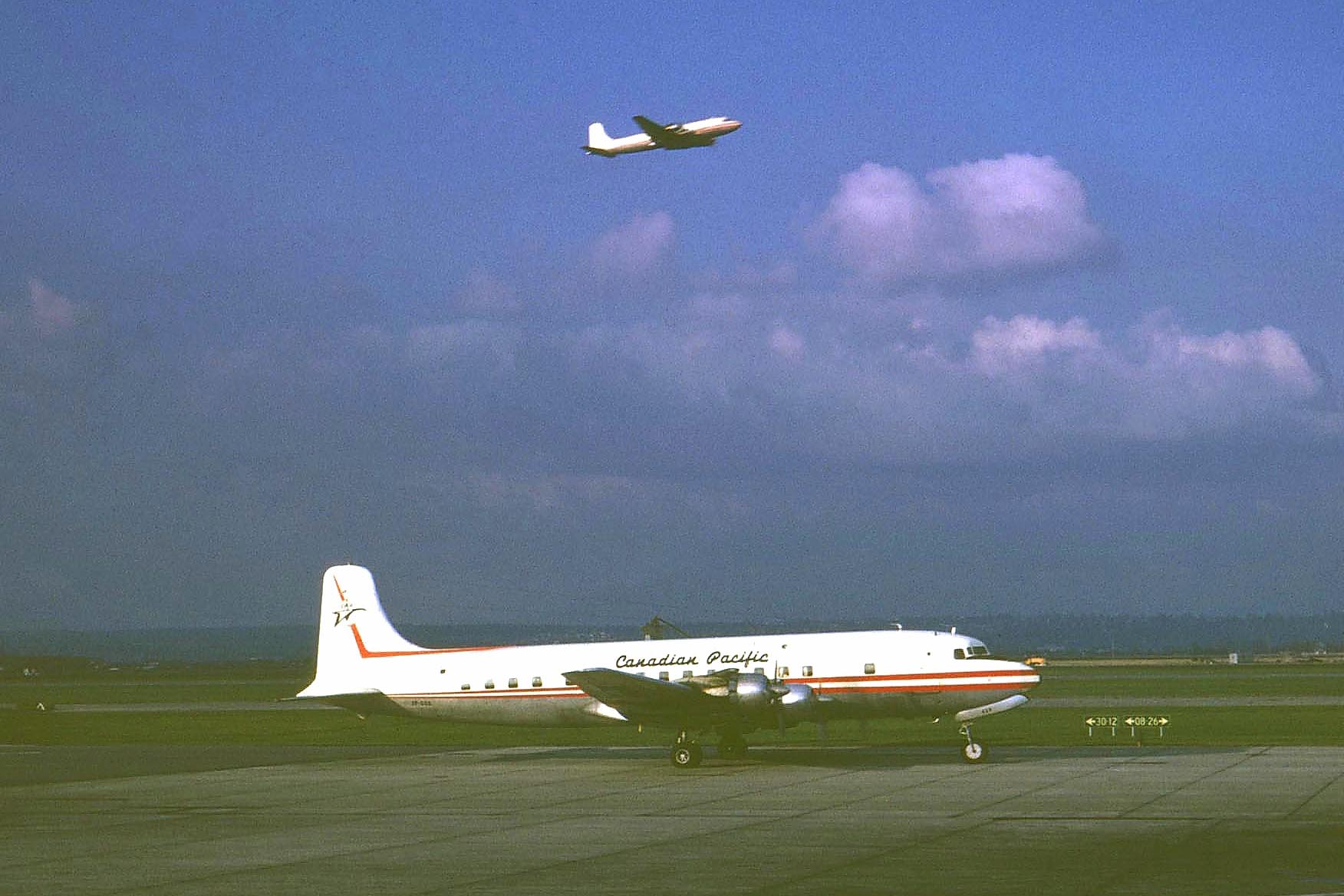
Douglas DC-6.
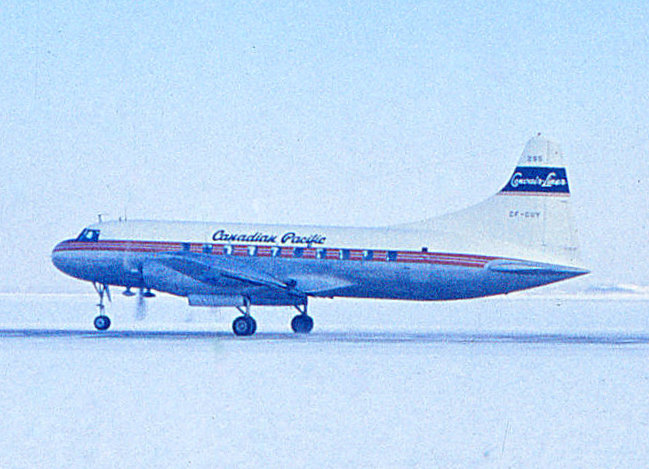
Convair 240 en Edmonton, ca. 1959.
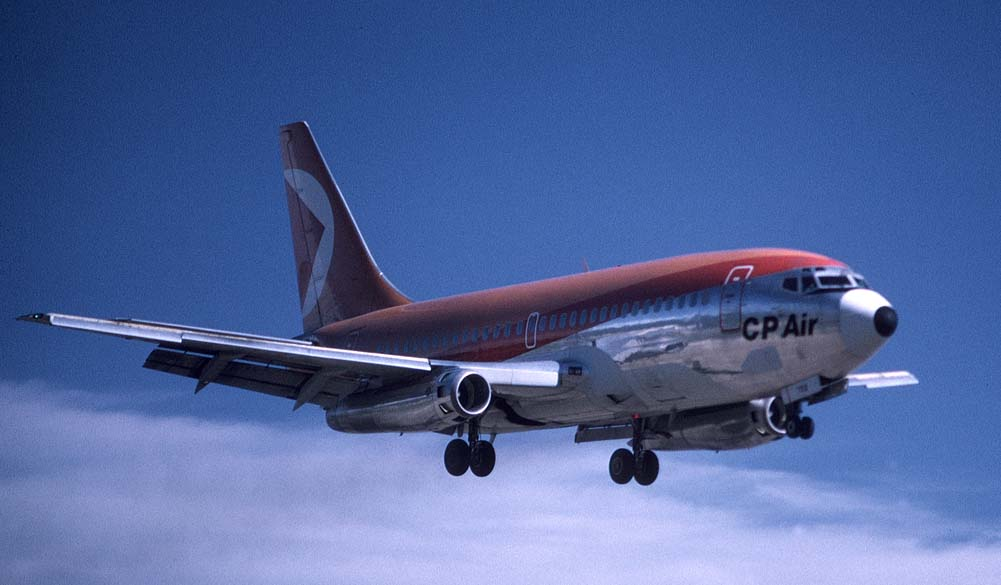
Boeing 737 en Whitehorse (1971).
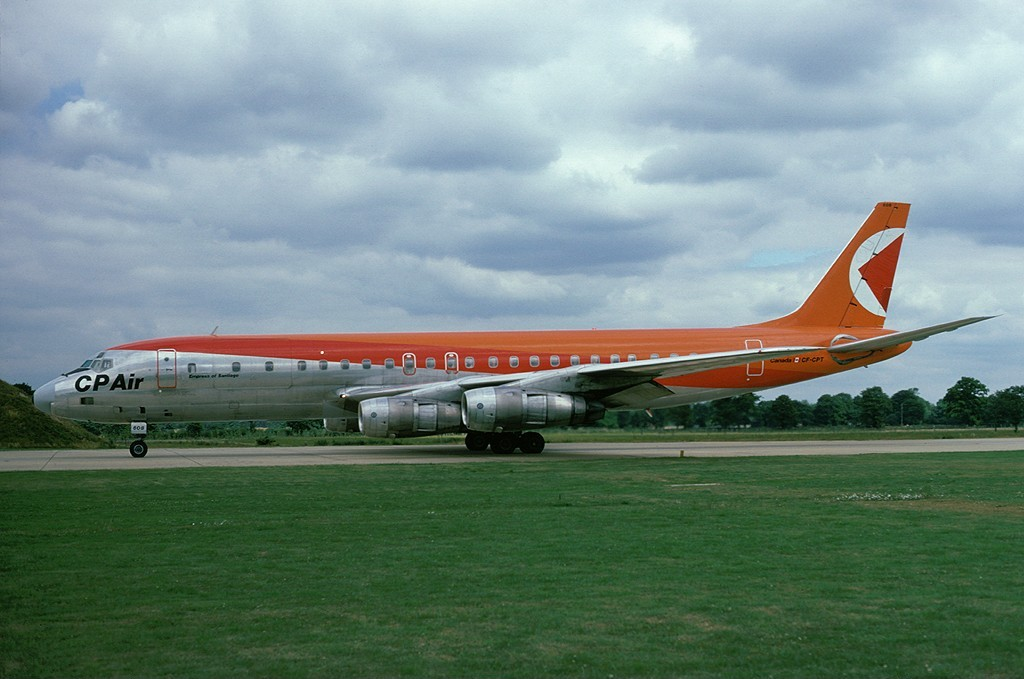
Douglas DC-8-55CF-Jet en el aeropuerto Gatwick en Londres (1977)